# Miombabaardvogel
De Miombabaardvogel (Tricholaema frontata) is een vogel uit de familie Lybiidae (Afrikaanse baardvogels).

## Verspreiding en leefgebied
Deze soort komt voor van Angola tot Tanzania en Malawi.